# Vithet (postkolonialism)
Vithet är ett centralt begrepp inom kritiska vithetsstudier, en disciplin som utvecklar teoretiska ramverk för att analysera föreställningar om och processer kopplade till rasifiering och maktrelationer i samhället. Begreppet belyser vithet som en norm och ideologi, och det har konceptualiserats med stöd av postkoloniala teorier om rasifiering. Teorin framhåller att både vithet och ras är sociala och historiska konstruktioner, snarare än biologiska eller naturliga kategorier. Forskningsfältet syftar till att undersöka hur dessa konstruktioner av "ras" kan bidra till förståelsen av samhälleliga hierarkier och maktförhållanden.
Vithet beskrivs inte enbart som en fysisk egenskap (typiskt sett hudfärg) utan som en normativ position som formar olika samhällssystem. Inom teorin utforskas hur "att vara vit" kan förstås som en teoretiskt tilldelad social tillhörighet som tillskrivs fördelar, exempelvis socialt, ekonomiskt och politiskt. Enligt dessa teoretiska perspektiv framställs vithet som en privilegierad position relativt andra grupper som definieras som underordnade eller utsatta för förtryck. Forskningsperspektivet syftar till att synliggöra och kritiskt granska de processer genom vilka hierarkier och normer etableras, samt att analysera vilka konsekvenser dessa kan ha för samhälleliga strukturer.
Vidare betonas att vithet fungerar som en status- och maktmarkör som påverkar samhällsstrukturer och identitetskategorier. Denna normativitet påverkar konstruktionen av andra sociala kategorier, såsom genus, klass och sexualitet, och medverkar till att forma sociala hierarkier. Studier av dessa processer fokuserar på hur rasifiering tilldelar social och kulturell betydelse till kroppar, handlingar och identiteter, och därmed påverkar normer och sociala relationer.
I en svensk kontext har vithet som analytiskt verktyg använts för att studera kopplingen mellan nationella identiteter och rasifiering. Vithet framställs som en osynlig norm i samhället, där vissa kroppar och identiteter inkluderas i svenskhet, medan andra exkluderas. Dessa analyser syftar till att förstå hur vithet organiserar sociala system på strukturell nivå.
För feminism och genusvetenskap i Sverige är vithet som kategori också central för att belysa hur dessa områden påverkas av vithetsnormen. Detta gäller exempelvis vilka frågor som får rymmas inom feministiska kamper, vilka personer som inkluderas i dessa rörelser och vilka problemformuleringar och begrepp som används.

## Kritik
Kritik mot  teorier baserade på begreppet har framförts från flera håll, juristerna Daniel A. Farber och Suzanna Sherry som bland annat menar att teorin saknar tillförlitliga bevis, att den framhäver anekdoter framför data och förkastar legitimiteten hos rättsväsendet i liberala västerländska demokratier.
Journalisten Barbara Kay beskriver, i National Post, begreppet som ett verktyg för självhat för vita personer.